# Schronisko Diabli Most
Schronisko Diabli Most – schronisko w rezerwacie przyrody Diable Skały. Rezerwat znajduje się w szczytowych partiach wzniesienia Bukowiec (530 m), we wsi Bukowiec, w województwie małopolskim, w powiecie nowosądeckim, w gminie Korzenna. Pod względem geograficznym jest to obszar Pogórza Rożnowskiego, będący częścią Pogórza Środkowobeskidzkiego.
Schronisko znajduje się w skałach o nazwie Bloki Skalne i jest widoczne ze ścieżki edukacyjnej prowadzącej przez rezerwat. Jego duży otwór znajduje się na północno-wschodniej stronie skał pod wielkim okapem. Otwór ma szerokość 2 m i wysokość 5 m. Ciągnie się za nim korytarz o długości 5 m, szerokości do 1,7 m i wysokości do 5,5 m. Nad korytarzem jest krótki komin zakończony otworem w górnej części skał. 
Schronisko wytworzyło się w piaskowcu ciężkowickim. Jego dno w początkowej części korytarza przykryte jest glebą, a w końcowej części jest skaliste. Jest w całości oświetlone rozproszonym światłem słonecznym i poddane wpływom środowiska zewnętrznego.
Schronisko zapewne znane było od dawna, ale w literaturze nie wzmiankowane. Pomierzył go T. Mleczek 23 października 1997 r. On też wykonał jego plan i opis.

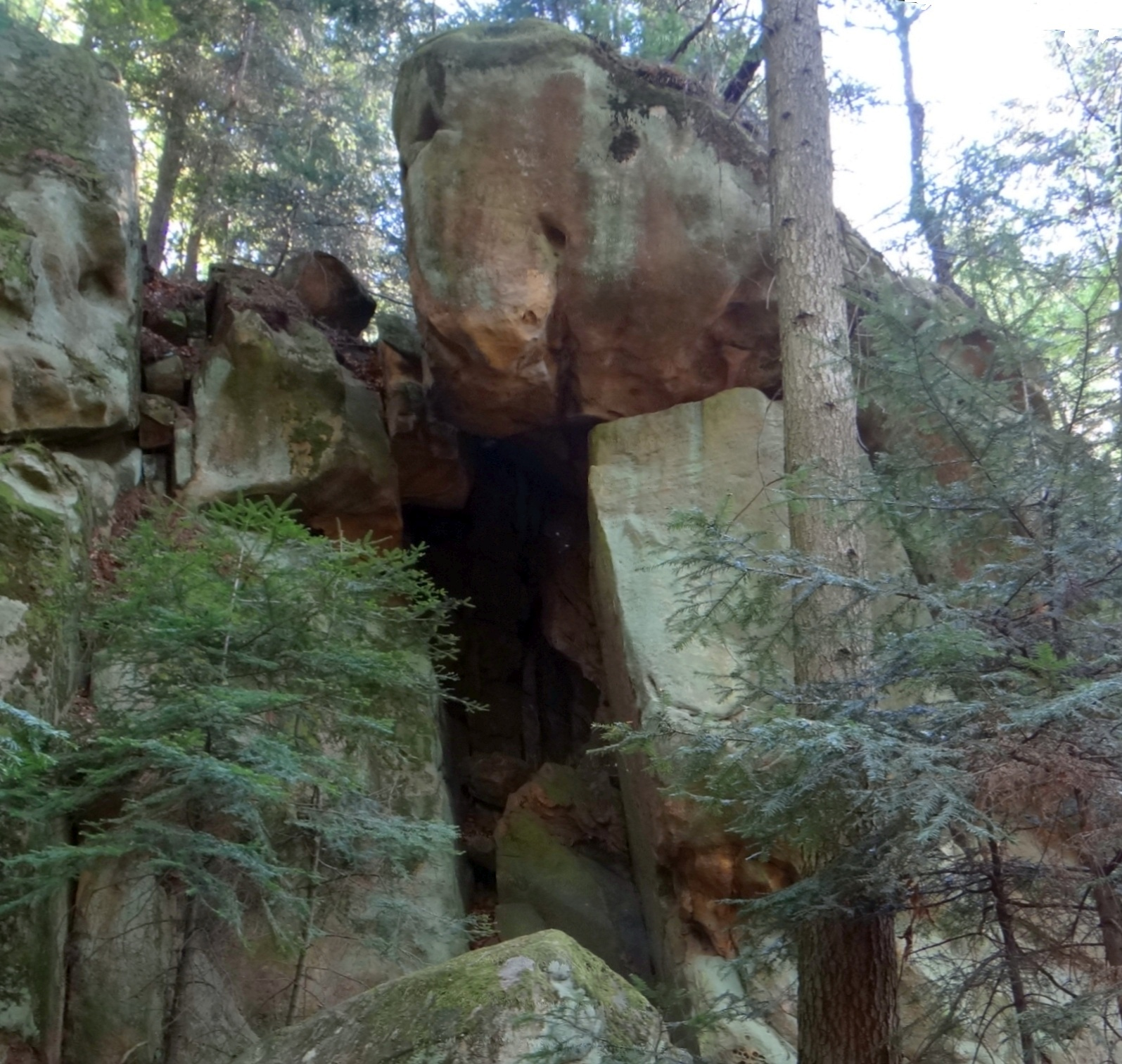
Otwór
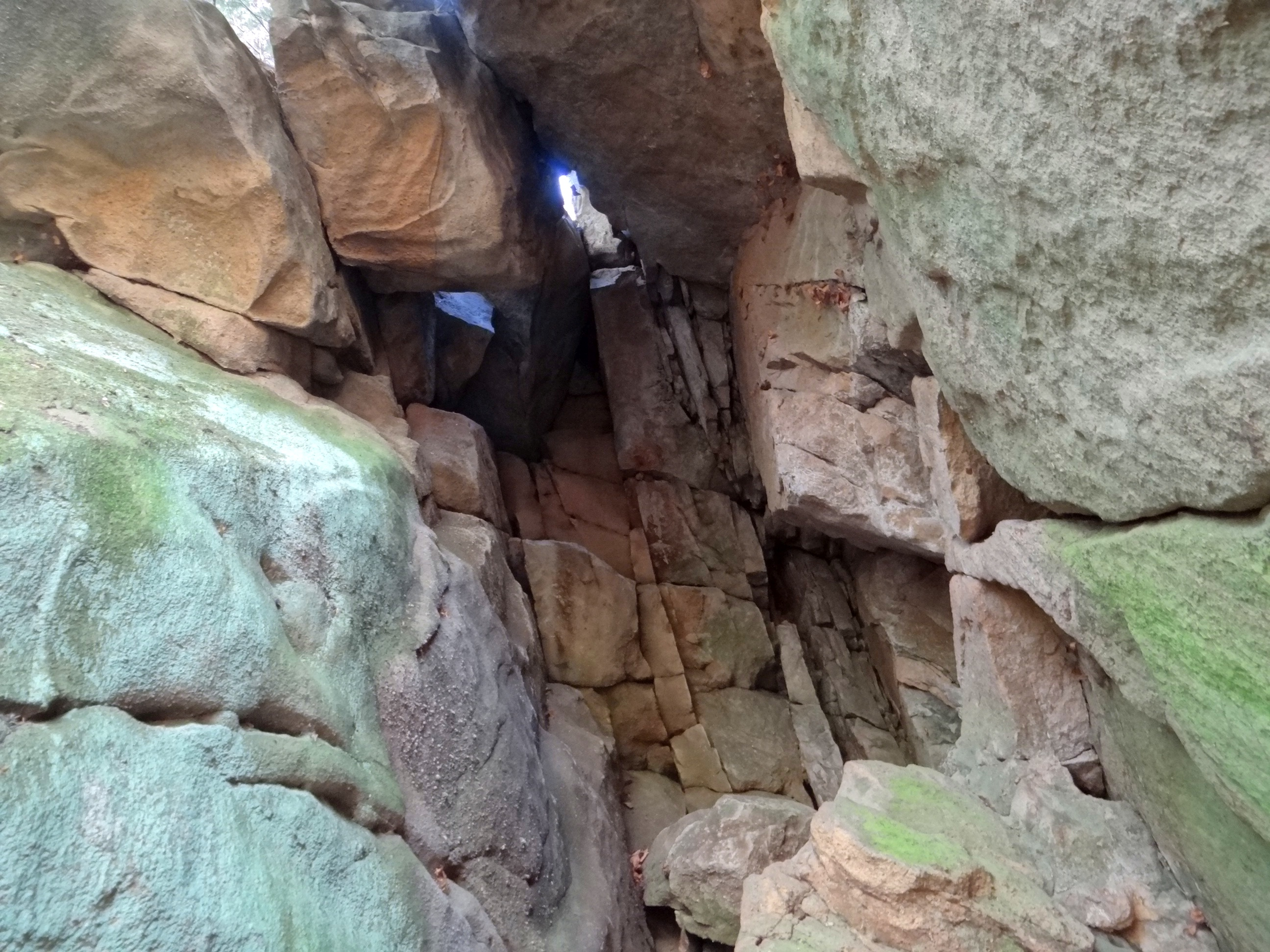
Korytarz i kominek z górnym otworem